# Saǥai Muittalægje
Saǥai Muittalægje — саамская газета, выходившая в Норвегии с 1904 по 1911 годы.
Газета была основана в 1904 году Андерсом Ларсеном, а общее количество выпусков составило 33.
1 апреля 1906 года в газете было опубликовано стихотворение на северносаамском языке Sámi soga lávlla («Песня саамского народа») Исака Саба, текст которого в 1986 году был принят в качестве слов национального гимна саамов.